# Freda Swain
Freda Swain (Portsmouth (comtat de Hampshire), 31 d'octubre, 1902 - Regne Unit, 29 de gener, 1985), va ser una compositora, pianista i pedagoga musical britànica.

## Biografia
Freda Swain era filla de Thomas i Gertrude (nascuda Allen) Swain. Les seves primeres lliçons de piano (a partir dels 11 anys) van ser a la "Tobias Matthay Piano School" de Londres, impartides per la germana de Matthay, Dora. Tres anys més tard va anar a estudiar composició amb Charles Villiers Stanford i piano amb Arthur Alexander al Royal College of Music, guanyant premis com el Sullivan Prize el 1921.
El 1924 Swain va començar a ensenyar al Royal College i el 1936 va fundar el "British Music Movement" per ajudar a promoure els esforços de joves compositors i artistes. Swain es va casar amb Arthur Alexander el 1921, i abans de la Segona Guerra Mundial la parella va viatjar a Sud-àfrica i Austràlia, donant conferències, emetent i realitzant recitals. Tots dos van formar part de la junta fundadora del "Surrey College of Music" des de mitjans dels anys quaranta. Des de 1942 van viure en un bungalow a Chinnor Hill a Oxfordshire. Alexander va morir el 1969. Freda Swain va morir el 29 de gener de 1985.

## Composició
Swain va escriure unes 450 peces, música per a piano i de cambra, així com moltes cançons, però també obres d'òpera i orquestra, incloent dos concerts per a piano i un concert per a clarinet. Pocs es van interpretar a part d'una sèrie que apareix a la sèrie de concerts NEMO que la mateixa Swain va fundar després de la guerra. El seu primer gran èxit va ser The Harp of Aengus per a violí i orquestra (segons el poema de Yeats), amb el solista Achille Rivarde al Queen's Hall el gener de 1925. La Sonata per a violí solista va ser estrenada per May Harrison al Wigmore Hall el 8 de desembre de 1933. El seu Concert per a piano "Airmail", enviat per correu al seu marit Arthur Alexander mentre estava atrapat a Sud-àfrica durant la Segona Guerra Mundial, va ser interpretat per Alexander a Ciutat del Cap. Va compondre una òpera en un acte Second Chance, però va deixar altres dues òperes incompletes.
Les seves composicions per a piano inclouen tres sonates per a piano a gran escala i una quarantena d'altres obres per a piano sol, incloses moltes peces educatives. També hi ha una important sonata per a violoncel, dues sonates per a violí (una amb piano i l'altra sense acompanyament), dos quartets de corda, un quartet de piano, un sextet amb trompa i clarinet, una Suite per a Sis Trompetes i moltes altres peces de cambra i instrumentals.
Els manuscrits supervivents de Swain van ser lliurats al seu alumne i amic David Stevens, fundador del Swain-Alexander Trust. Al seu torn, van ser passats al pianista suís Timon Altwegg el 2005, que ha començat a gravar les obres per a piano de Toccata Classics. Un CD de la seva música de cambra va ser publicat per Dutton Vocalion el 2024.

## Obres
Per conèixer la seva obra, aneu al seu arxiu de la Viquipèdia anglesa.